# Klaus-Otto Zirkler
Klaus-Otto Zirkler (* 8. Dezember 1946 in Sangerhausen) ist ein ehemaliger deutscher Politiker (LDPD und FDP).

## Leben

### Ausbildung und Beruf
Zirkler erwarb das Abitur an der Erweiterten Oberschule in Sangerhausen. Von 1965 bis 1971 studierte er Veterinärmedizin an der Humboldt-Universität zu Berlin und wurde 1985 mit der Dissertation Der Einfluss der Fussbodengestaltung auf verschiedene pathologisch-anatomische Veränderungen an den proximalen Gelenken des Fleischschweines zum Dr. med. vet. promoviert. Von 1973 bis 1986 war er als Tierarzt im Kreis Sangerhausen tätig und von 1986 bis 1990 war er stellvertretender Amtstierarzt am Landratsamt Sangerhausen. Nach 1990 führte er eine eigene Praxis als Tierarzt in Sangerhausen.

### Politik
Zirkler gehörte seit 1968 der LDPD an. Im Februar 1990 wurde er Mitglied des LDPD-Parteivorstands sowie des Vorstandes des Bundes Freier Demokraten (BFD).
Im März 1990 wurde Zirkler im Wahlkreis Halle für den BFD in die Volkskammer gewählt. Seit August 1990 gehörte er der FDP an und im Oktober 1990 gehörte er zu den 144 Abgeordneten, die von der Volkskammer in den Bundestag entsandt wurden. Dem Bundestag gehörte er bis Dezember 1990 an.